# Chuva de Felicidade
Chuva de Felicidade é o terceiro álbum de estúdio da dupla sertaneja Rayssa & Ravel, lançado em 1996 pela gravadora Grape Vine.
O disco, que foi produzido por Melk Carvalhêdo, foi gravado no estúdio Mosh. A maioria das composições são assinadas pelo compositor Wanderly Macedo e os integrantes da dupla. O álbum é um dos mais populares de toda a carreira da dupla, com as faixas regravadas posteriormente em outros trabalhos e por outros artistas. No repertório, destacam-se as músicas "Chuva de Felicidade", "Sabe Filho", "Voltei", "Canção do Caminhoneiro", "Eu não Sei" e "Hei".
Em 1997, o disco foi relançado, com novo projeto gráfico, pela gravadora Som do Céu.[carece de fontes?]
Em 2018, foi eleito o 19º melhor álbum da década de 1990, de acordo com lista divulgada pelo portal Super Gospel.

## Antecedentes
Depois de lançar dois álbuns como dupla e quatro álbuns solo (dois de Rayssa, dois de Ravel), Rayssa & Ravel se desligou da gravadora Som e Louvores. Apesar disso, a dupla manteve relações com o produtor e músico Melk Carvalhêdo, que trabalhou em todos os álbuns dos músicos. Em 1996, a dupla já se preparou para o terceiro trabalho, que se tornaria Chuva de Felicidade.

## Gravação
Para a produção de Chuva de Felicidade, Rayssa & Ravel fez as gravações do projeto no estúdio Mosh, em São Paulo, com uma participação maior de músicos convidados, incluindo músicos notáveis como Fernando de la Rua, creditado em vários álbuns sertanejos do período, e responsável pelo violão de "Eu não Sei". Neste álbum, quase todas as composições são autorais ou de Wanderly Macedo, parceiro recorrente da dupla.

## Lançamento e recepção
| Críticas profissionais | Críticas profissionais |
| Avaliações da crítica  | Avaliações da crítica  |
| Fonte                  | Avaliação              |
| ---------------------- | ---------------------- |
| Super Gospel           | [ 3 ]                  |

Chuva de Felicidade foi lançado em 1996 pela gravadora Grape Vine em CD e fita cassete. O álbum recebeu vários lançamentos ao longo do tempo, também relançado em 1997 pela gravadora Som do Céu, e com novo projeto gráfico. A obra foi um sucesso comercial significativo, emplacando mais da metade do repertório nas rádios evangélicas, entre elas "Chuva de Felicidade", "Sabe Filho", "Voltei", "Canção do Caminhoneiro" e "Eu não Sei". Esta última, em meados de 1998, chegou a ser executada no programa Conexão Gospel, da gravadora MK Music, com a qual a dupla assinou contrato posteriormente.
O álbum também foi um sucesso com a crítica. Em análise retrospectiva do portal Super Gospel em 2017, foi considerado o melhor álbum da carreira da dupla, com cotação de 4,5 de 5 estrelas, com a justificativa de que a obra "detém o discurso de redenção mais bem estruturado entre os artistas evangélicos sertanejos" e "pode ser considerado um álbum fundamental para compreender o gênero no cenário protestante".
Em 2018, Chuva de Felicidade foi eleito o 19º melhor álbum da década de 1990 pelo Super Gospel.

## Faixas
A seguir lista-se as faixas, compositores e durações de cada canção de Chuva de Felicidade, segundo o encarte do disco.
| N.º            | Título                   | Compositor(es)  | Duração |  |
| 1.             | "Chuva de Felicidade"    | Wanderly Macedo | 4:00    |  |
| 2.             | "Hei"                    | Rayssa Ravel    | 3:38    |  |
| 3.             | "Canção do Caminhoneiro" | Macedo          | 3:59    |  |
| 4.             | "Voltei"                 | Renny           | 3:26    |  |
| 5.             | "Sabe Filho"             | Macedo          | 4:49    |  |
| 6.             | "Eu não Sei"             | Macedo Ravel    | 3:27    |  |
| 7.             | "Amor II"                | Macedo Rayssa   | 3:36    |  |
| 8.             | "Eu Chorei"              | Rayssa Ravel    | 3:10    |  |
| 9.             | "Algo Diferente"         | Rayssa Ravel    | 3:27    |  |
| 10.            | "O Segredo do Crente"    | Macedo Ravel    | 3:29    |  |
| Duração total: | Duração total:           | Duração total:  | 36:26   |  |

## Ficha técnica
A seguir estão listados os músicos e técnicos envolvidos na produção de Chuva de Felicidade:
Rayssa & Ravel
- Rayssa – vocais
- Ravel – vocais

Músicos convidados
- Melk Carvalhêdo – produção musical, arranjos, violão, baixo e mixagem
- Paulo Davi – teclados
- Albino Infantozzi – bateria
- Marcelo – percussão
- Martinêz – trompete e arranjo de "Eu Chorei"
- Fernando de la Rua – violão em "Eu não Sei"
- Aldeído – guitarra base e solo
- Faísca – guitarra solo
- Vicentinho – harpa e acordeon
- Maria Cláudia – violino
- Silvanira – violino
- Alexandre – violino
- Paulo Sampaio – violino
- Paulo Torres – violino
- Eber – vocal de apoio
- Ezequias – vocal de apoio
- Leia – vocal de apoio

Equipe técnica
- Silas – técnico de gravação
- Adilson – técnico de gravação
- Sidnei – técnico de gravação
- Primo – técnico de gravação
- Rico – assistente de estúdio
- Alex – assistente de estúdio

Projeto gráfico
- Sergio Roberto – fotografias
- Geraldo Darling – design